# Dennis Lang
Dennis Lang (* 27. Januar 1990 in Aachen) ist ein deutscher Fußballspieler.

## Karriere
2001 wechselte Lang aus der Jugend des 1. FC Köln zu Alemannia Aachen. Für die zweite Mannschaft gab er sein Debüt am zweiten Spieltag in der damaligen NRW-Liga der Saison 2009/10 gegen MSV Duisburg II. Das Spiel gewann Aachen mit 1:0. Seinen ersten Treffer erzielte er am 1. Spieltag der Saison 2012/13 in der Mittelrheinliga gegen den SC Brühl 06/45 zum 1:0; die Partie endete 1:1. Am 25. Spieltag der 3. Fußball-Liga gab er in der Partie gegen den Karlsruher SC sein Debüt für die Profis. Aachen verlor das Spiel 0:4. Beim 2:0 über Germania Windeck im Mittelrheinpokal stand er zum ersten Mal in der Startelf.
Zur Saison 2013/14 wechselte Lang zu den Sportfreunde Siegen. Nach nur einer Spielzeit wechselte Lang in die Kreisliga zum SV Harkebrügge.